# Darhan-Muminggan
Det förenade baneret  Darhan-Muminggan är ett mongoliskt baner som lyder under Baotous stad på prefekturnivå i den autonoma regionen Inre Mongoliet i nordvästra Kina.